# Unità di misura storiche della Sicilia

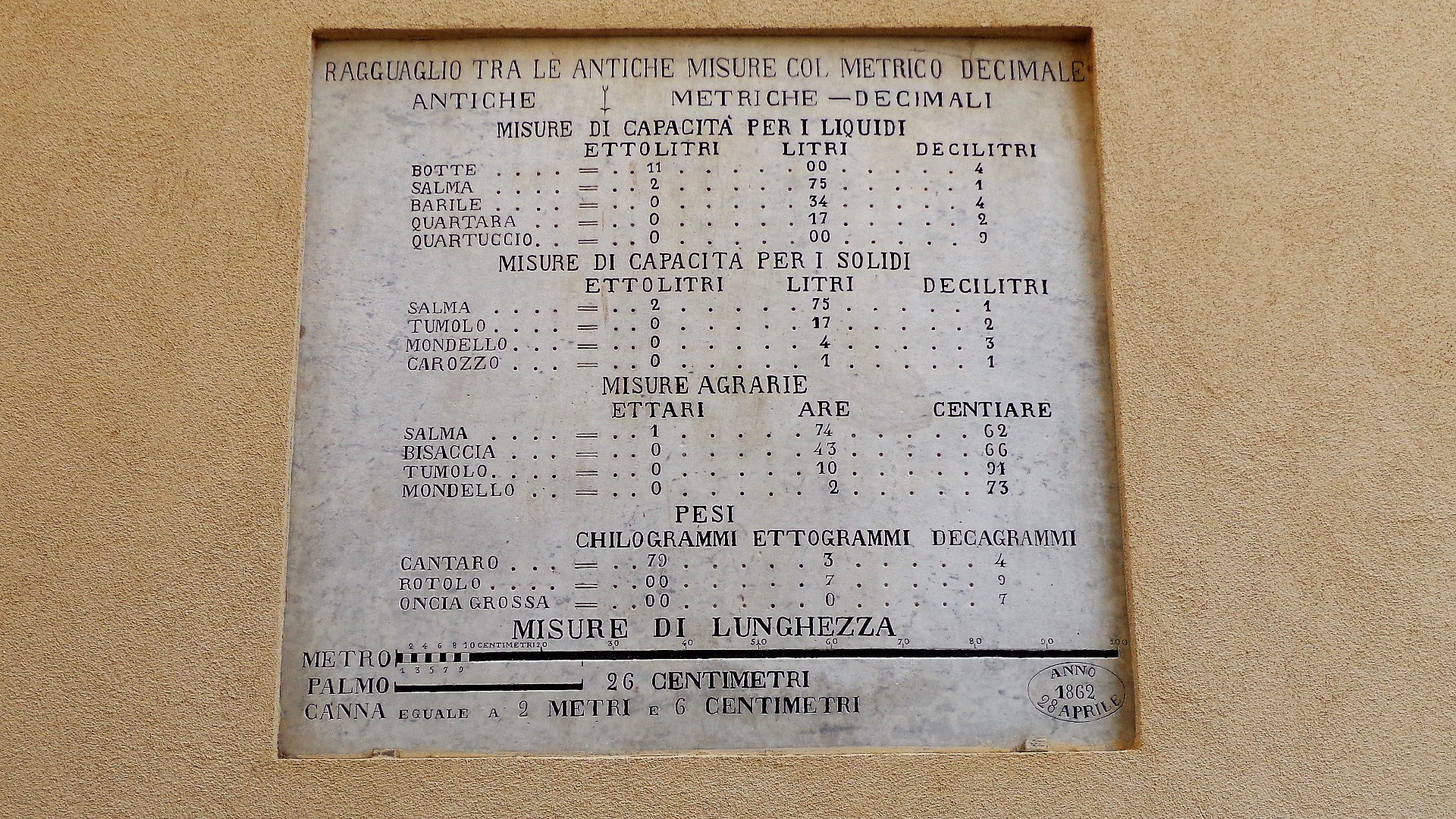
Equivalenza misure antiche con il sistema metrico decimale.

Questa voce elenca le unità di misura presenti in Sicilia in vigore (pur subendo variazioni lessicali di termini, di valori territoriali e di libere interpretazioni personali e feudali), dal periodo Normanno e attraverso la dominazione Aragonese, fino a qualche anno dopo l'unificazione del Regno d'Italia. Molte terminologie e criteri sono di derivazione araba frammisti a fondamenti di matrice greca e romana.
Fondamentale è l'uniformazione in epoca normanna supportata dai correttivi nel periodo aragonese quando si assiste a una prima standardizzazione, la Canna composta da 8 Palmi ha valore di 2,109360 metri in virtù dell'Editto del 6 aprile 1480 emanato da Federico I d'Aragona e delle varie leggi all'inizio del XIX secolo, fino alla totale abrogazione del 1861.
Nel 1809 Ferdinando II di Borbone adottò ed estese nel resto del Regno di Napoli il sistema di misurazione per le lunghezze siciliano con legge del 6 aprile 1840 che, all'articolo 2 così recita: "la base dell'intero sistema, il palmo, è la sette milionesima parte di un minuto primo del grado medio del meridiano terrestre ovvero la sette milionesima parte del miglio geografico d'Italia pari a 0,26455026455", sostituendo così il valore del vecchio palmo napoletano pari a 0,2633333670 metri del 1480
Nonostante l'introduzione del Sistema Metrico Decimale è ancora possibile captare valutazioni e apprezzamenti secondo le antiche consuetudini specie tra gli strati della popolazione più anziana e nelle località più remote dell'isola riguardo alla quantificazione, suddivisione, stime delle aree e delle relative produzioni agricole.

## Equivalenze
Le equivalenze sono effettuate ponendo 1 metro = palmi 3,8797 e assumendo come misura standard una canna pari a 2,062 m.
Negli anni 1815 - 1816 Gaspare Palermo nella sua opera offre una fotografia completa:
- Sulle monete siciliane e i rapporti di cambio con gli altri stati italiani (Napoli, Roma, Toscana, Parma, Genova, Venezia, Sardegna);
- Sui rapporti di cambio con gli altri stati europei (Malta, Spagna, Francia, Austria, Regno Unito, Paesi Bassi, Danimarca);
- Sui pesi e misure della Sicilia e le equivalenze delle misure più utilizzate ovvero i rapporti con i sistemi di altre piazze italiane e europee.

## Unità di misura di lunghezza
| la misura d'uso denominata  | si può suddividere in | e corrisponde a |
| 1 miglio (mighiu sicilianu) | 45 corde              | 1.484,64 m      |
| 1 corda                     | 16 canne              | 32,992 m        |
| 1 canna                     | 8 palmi               | 2,062 m         |
| 1 palmo (parmu sicilianu)   | 12 once               | 25,775 cm       |
| 1 oncia (unza liniari)      | 12 linee              | 2,1479 cm       |
| 1 linea (linia)             | 12 punti              | 1,7899 mm       |
| 1 punto (puntu)             |                       | 0,1491 mm       |

## Unità di misura di superficie
| la misura d'uso denominata | si può suddividere in | e corrisponde a   |
| 1 miglio quadrato          | 45 corde x 45 corde   | 2.204.155,9296 m² |
| 1 corda quadrata           | 16 canne x 16 canne   | 1.088,472 m²      |
| 1 canna quadrata           | 8 palmi x 8 palmi     | 4,2518 m²         |
| 1 palmo quadrato           | 12 once x 12 once     | 664,3506 cm²      |
| 1 oncia quadrata           | 12 linee x 12 linee   | 4,6134 cm²        |
| 1 linea quadrata           | 12 punti x 12 punti   | 3,2037 mm²        |
| 1 punto quadrato           |                       | 0,0222 mm²        |

## Unità di misura di volume
| la misura d'uso denominata | si può suddividere in          | e corrisponde a       |
| 1 miglio cubo              | 45 corde x 45 corde x 45 corde | 3.272.378.059,3213 m³ |
| 1 corda cubo               | 16 canne x 16 canne x 16 canne | 35.910,87 m³          |
| 1 canna cubo               | 8 palmi x 8 palmi x 8 palmi    | 8,7673 m³             |
| 1 palmo cubo               | 12 once x 12 once x 12 once    | 17.123,6373 cm³       |
| 1 oncia cubo               | 12 linee x 12 linee x 12 linee | 9,9092 cm³            |
| 1 linea cubo               | 12 punti x 12 punti x 12 punti | 5,7343 mm³            |
| 1 punto cubo               |                                | 0,00331 mm³           |

Riepilogo delle unità di misura di lunghezza, superficie e volume.
- Miglio (mighiu, plurale mighia in tutte le accezioni), miglio quadrato, miglio cubico.
- Corda, corda quadrata, corda cubica.
- Canna, canna quadrata, canna cubica.
- Palmo (parmu, plurale parmi in tutte le accezioni), palmo quadrato, palmo cubico.
- Oncia (onza o unza, plurale onze o unze in tutte le accezioni), oncia quadrata, oncia cubica.
- Linea (linia, plurale linii/a in tutte le accezioni), linea quadrata, linea cubica.
- Punto (puntu, plurale punti/a in tutte le accezioni), punto quadrato, punto cubico.

## Unità di misura di superficie agrarie
| la misura d'uso denominata      | si può suddividere in | e corrisponde a |
| 1 salma (sarma)                 | 16 Tomoli             | 17.415,37 m²    |
| 1 tomolo (tumulu o tùmminu)     | 4 mondelli            | 1.088,46 m²     |
| 1 mondello (munnìu o munnieddo) | 4 coppa               | 272,1152 m²     |
| 1 coppo (coppu)                 | 4 carrozzi            | 68,0288 m²      |
| 1 carrozzo (carrozzu)           | 4 quartigli           | 17,0072 m²      |
| 1 canna quadrata o quartiglio   | 8 palmi x 8 palmi     | 4,2518 m²       |

- Le unità di misura di superficie agrarie sono quelle più soggette a variazioni da provincia a provincia, da località in località. In particolare la salma e il tomolo risultano sganciati dal relativo ordine di sottomultipli non essendoci corrispondenza con il principio assunto: una canna quadrata o quartiglio = 8 palmi x 8 palmi = 4,2518 m², solo il valore del tomolo della provincia di Messina, per lo scarto di alcuni metri quadri dovuto all'approssimazione delle operazioni con i decimali, si avvicina alla tabella esemplificativa.

| Provincia     | Città                | are corrispondenti a 1 tomolo | m² corrispondenti a 1 tomolo |
| Agrigento     |                      | 20,72 are                     | 2.072 m²                     |
|               | Campobello di Licata | 23,5502 are                   | 2.355,02 m²                  |
|               | Castrofilippo        | 24,4427 are                   | 2.444,27 m²                  |
|               | Ribera               | 32,43 are                     | 3.243 m²                     |
| Caltanissetta |                      | 27,1248 are                   | 2.712,48 m²                  |
| Catania       |                      | 21,4359 are                   | 2.143,59 m²                  |
| Enna          |                      | 21,7676 are                   | 2.176,76 m²                  |
| Messina       |                      | 10,9125 are                   | 1.091,25 m²                  |
|               | Santa Lucia del Mela | 10,8846 are                   | 1.088,46 m² nel 1862 (*)     |
| Palermo       |                      | 13,94 are                     | 1.394 m²                     |
| Ragusa        |                      | 17,442 are                    | 1.744,2 m²                   |
| Siracusa      |                      | 17,442 are                    | 1.744,2 m²                   |
| Trapani       |                      | 20,9331 are                   | 2.093,31 m²                  |

Nel resto del Regno di Napoli e del Regno delle due Sicilie erano comuni le dizioni di salma, sacco, versura, carro, come multipli del tomolo. I sottomultipli sono: mondello, carrozzo, quarto, quartullo, quartiglio, mezzetto, misura, passo, stoppello, coppa, canna.
A partire dal 31 dicembre 2009 l'utilizzo del tomolo, come di tutte le altre misure non comprese nel sistema internazionale, è stato vietato.
(*): Unificazione in Sicilia del 1862.

## Unità di misura di peso alla grossa
| la misura d'uso denominata        | si può suddividere in                                  | e corrisponde a |
| 1 salma di peso (sarma)           | 4 bisacce o 16 tomoli di peso o 320 rotoli o 32 cafisi | 253,89 kg       |
| 1 bisaccia (bisazza o visazza)    | 4 tomoli di peso o 80 rotoli o 8 cafisi                | 63,47 kg        |
| 1 cantaro (cantàru)               | 10 cafisi o 100 rotoli                                 | 79,34 kg        |
| 1 tomolo di peso (tumulu)         | 20 rotoli o 2 cafisi                                   | 15,86 kg        |
| 1 cafiso (cafisu)                 | 10 rotoli                                              | 7,93 kg         |
| 1 mondello di peso                | 4 coppi di peso o 5 rotoli o 1/4 di tomolo di peso     | 3,96 kg         |
| 1 coppo di peso (coppu)           | 1,25 rotoli o 1/4 di mondello di peso                  | 0,99 kg         |
| 1 rotolo (ròtulu)                 | 4/5 di coppo di peso                                   | 0,79 kg         |
| 1 carrozzo di peso (carrozzu)     | 4 quartigli di peso o 1/4 di coppo di peso             | 247,94 gr       |
| 1 quartiglio di peso (quartighiu) | 1/4 di carrozzo di peso                                | 61,98 gr        |
| 1 oncia grossa                    | 4 quarte grosse / 1/12 di rotolo                       | 66,11 gr        |
| 1 quarta grossa                   | 1/4 di oncia grossa                                    | 16,52 gr        |

## Unità di misura di peso alla fina
| la misura d'uso denominata | si può suddividere in              | e corrisponde a |
| 1 rotolo (ròtulu)          | 0                                  | 0,79 kg         |
| 1 libbra                   | 2/5 di rotolo o il 40% di rotolo   | 317,36 gr       |
| 1 oncia fina               | 4 quarte di fina o 1/4 di carrozzo | 26,44 gr        |
| 1 quarta fina              | 2 dramme o 1/4 di oncia fina       | 6,61 gr         |
| 1 dramma                   | 3 scrupoli o 1/2 di quarta fina    | 3,30 gr         |
| 1 scrupolo                 | 24 cocci o 1/3 di dramma           | 1,10 gr         |
| 1 coccio                   | 8 ottavi o 1/24 di scrupolo        | 0,04583 gr      |
| 1 ottavo                   | 1/8 di coccio                      | 0,005729 gr     |

## Unità di misura di capacità per aridi
Misura di capacità per gli aridi: frumento, riso, granturco, miglio, orzo, avena, segale, sorgo, panico, ecc.
| la misura d'uso denominata            | si può suddividere in                                    | e corrisponde a |
| 1 salma solida (sarma)                | 16 tomoli solidi                                         | 275,89 lt       |
| 1 bisaccia solida (bisazza o visazza) | 4 tomoli solidi                                          | 68,77 lt        |
| palmo cubo o tomolo solido            | 4 mondelli solidi                                        | 17,19 lt        |
| 1 mondello solido                     | 4 coppi solidi o 1/4 di tomolo solido                    | 4,29 lt         |
| 1 coppo solido (coppu)                | 4 carrozzi solidi o 1,25 rotoli o 1/4 di mondello solido | 1,07 lt         |
| 1 carrozzo solido (carrozzu)          | 4 quartigli solidi o 1/4 di coppo solido                 | 0,2686 lt       |
| 1 quartiglio solido (quartighiu)      | 1/4 di carrozzo solido                                   | 0,06716 lt      |

Riepilogo delle unità di misura di superficie agrarie e di peso.
- Salma (sarma, plurale sarmi in tutte le accezioni), salma di peso, salma solida.
- Tomolo (tumulu o tumbulu o tùmminu, plurale tumuli o tumbuli o tùmmini in tutte le accezioni) dall'arabo tumn, tomolo di peso, tomolo solido.
- Mondello (munnìu o munnieddu o munzieddu, plurale munnìi/a o munnieddi/a o munzieddi/a in tutte le accezioni) dall'arabo madd, mondello di peso, mondello solido.
- Coppo (coppu, plurale coppi/a in tutte le accezioni), coppo di peso, coppo solido.
- Carrozzo (carrozzu, plurale corrozzi/a in tutte le accezioni), carrozzo di peso, carrozzo solido.
- Quarto (quartu, plurale quarti).
- Quartiglio (quartighiu, plurale quartighi in tutte le accezioni), quartiglio di peso, quartiglio solido.
- Bisaccia (bisazza o visazza, plurale bisazze o visazze in tutte le accezioni), bisaccia solida.
- Staio.
- Cantaro (càntaru, plurale cantari) dall'arabo quintàr.
- Cafiso (cafisu, plurale cafisi) dall'arabo qafiz.
- Rotolo (ròtulu, plurale rotuli) dall'arabo ratl.
- Oncia (onza o unza, plurale onze o unze in tutte le accezioni), grossa, oncia fina.
- Quarta grossa, quarta fina.
- Quintale dall'arabo quintàr.
- Libbra.
- Dramma.
- Scrupolo (scrupulu, plurale scrupuli).
- Coccio (cocciu, plurale cocci).
- Ottavo (ottavu, plurale ottavi).
- Per minime quantità comunque apprezzabili ad occhio nudo ma, indefinite sono utilizzate colloquialmente le locuzioni: lacrima, stidda, 'bbrizza, 'nticchia, 'na picca e picchitta.

## Unità di misura di capacità per liquidi
| la misura d'uso denominata        | si può suddividere in        | e corrisponde a |
| 1 botte (vutti o butti)           | 16 barili o 40 quartare      | 687,72 lt       |
| 1 barile (barili)                 | 2,5 quartare                 | 42,98 lt        |
| palmo cubo o quartara             | 40 quartucci                 | 17,19 lt        |
| 1 quartuccio (quartucciu)         | 2 caraffe o 1/40 quartara    | 0,4298 lt       |
| 1 caraffa (bucali)                | 2 bicchieri o 1/2 quartuccio | 0,2149 lt       |
| 1 bicchiere o quartino (quartinu) | 2 gotti o 1/2 caraffa        | 0,1074 lt       |
| 1 gotto (gottu)                   | 1/2 bicchiere o quartino     | 0,053 lt        |

(1 botte = 16 barili = 40 quartare = 1.600 quartucci = 3.200 caraffe = 6.400 bicchieri = 12.800 gotti = 687,72 lt.)
Riepilogo delle unità di misura di capacità.
- Botte (vutti o butti).
- Barile (barili).
- Quartara (quattara, plurale quattare).
- Quartuccio (quartucciu, plurale quartucci).
- Caraffa (bucali).
- Bicchiere o Quartino (quartinu, plurale quartini).
- Gotto (gottu).

## Unità di misura di capacità per liquidi alimentari
- A Catania è utilizzata ancora l'unità di misura dell'olio in cafiso (cafisu) pari a Kg 16,00 = litri 17,200 circa.
- Quartara per mosto = litri 8,60 - 9 lt con il buco del collo tappato. Il buco del collo della quartara andava tappato durante le transazioni a favore del proprietario sicché il destinatario riceveva 4 decilitri in più.
- Salma di mosto = 10 quartare = litri 86. Otre (otri) = 34,4 lt.

## Unità di misura di tempo
- Anno siciliano: arco temporale compreso tra il 1º settembre e il 31 agosto dell'anno successivo. Regnante in Sicilia Filippo IV di Spagna anno 1650.
- Indizione: ciclo di 15 anni.
- Giorno: arco delle 24 ore compreso tra le 6:00 e le 18:00.
- Notte: arco delle 24 ore compreso tra le 18:00 e le 6:00 del giorno successivo.

## Unità di misura di valuta
| la misura d'uso denominata    | si può suddividere in | e corrisponde a |
| 1 oncia o onza (conio in oro) | 30 tarì               |                 |
| 1 tarì (conio in argento)     | 20 grani o 2 carlini  |                 |
| 1 carlino                     | 10 grani              |                 |
| 1 grano                       | 6 piccioli            |                 |
| 1 picciolo                    |                       |                 |

- Grano: moneta d'argento e rame fatta coniare da Federico I d'Aragona per il Regno delle Due Sicilie, equivalente idealmente alla 6001 parte dell'oncia d'oro. Fino al 1814 si divideva in 12 cavalli o 2 tornesi; con la legge del 14 agosto 1814 fu introdotta la divisione in 10 cavalli. 10 grana napoletani = 20 grana siciliani ma, l'Oncia siciliana è rimasta il più alto taglio di conio del Regno fino alla chiusura della Zecca di Palermo nel 1758, il che non impedì la sua circolazione fino all'emanazione del decreto N° 1908 del 6 marzo 1820 valido dal 1º gennaio 1821, con il quale il sistema monetario è unificato in tutti i territori del Regno delle Due Sicilie, abolendo la monetazione siciliana in onze e tarì.
- La divisa straniera (circolante oltre Stretto) è chiamata bajocco 1 ducato = 10 carlini = 100 grana di Napoli = 100 bajocchi.
- 1 Onza siciliana = 3 ducati napoletani = 12,75 lire piemontesi del 1861.

Equivalenze monete: 1 oncia = 30 tarì = 60 carlini = 600 grani = 12,750 lire italiane al 1861.
Riepilogo della valuta nella divisa onza siciliana e dei tagli di conio sottomultipli.
- Oncia od onza (onza o unza, plurale onze o unze in tutte le accezioni, conio in oro).
- Tarì (conio in argento).
- Carlino (carlinu, plurale carlina o carlini).
- Grano (grana o granu, plurale grana o grani).
- Pìcciolo (pìcciulu, plurale pìcciula o pìcciuli).
- Baiocco (baioccu, plurale baiocchi, consueta anche la scrittura bajoccu, plurale bajocchi): utilizzati a seconda delle epoche nelle transazioni monetarie con le divise oltre Stretto che prevedevano equivalenze con la divisa del Regno di Napoli o Regno delle due Sicilie.
- Ducato (ducatu, plurale ducati): utilizzati a seconda delle epoche nelle transazioni monetarie con il Regno di Napoli o Regno delle due Sicilie.
- Cavallo.
- Tornese.
- Scudo limitatamente alla città di Messina.
- Monetazione della Sicilia antica.
- Monete italiane medievali.